# Éric Morin (cinéaste)
Éric Morin est un réalisateur québécois, originaire de Rouyn-Noranda, en Abitibi-Témiscamingue. Il a réalisé des films et des séries québécoises. En plus d'être réalisateur-concepteur à la télévision et au cinéma, il est scénariste, auteur et musicien. Il a aussi des compétences en tant que cadreur et monteur.

## Biographie
Éric Morin est originaire de Rouyn-Noranda.
Il est réalisateur à la télévision, au cinéma, réalisateur-Multimédia et créateur d'environnements immersifs.
Étudiant à l'Université Concordia et l'Université de Montréal en cinéma, Éric Morin réalise les courts métrages Last Chance Kabaret, Décembre 1970 et Opasatica.
Il a réalisé plusieurs clips et films musicaux avec une panoplie d'artistes variés comme Cœur de pirate, Les Sœurs Boulay, Pierre Lapointe, Lara Fabian, Lynda Lemay, Groenland, et The Killers, Le Show du refuge.
Il a pour projets télévisuels les plus récents; L'OM sur le mont Royal, La pastorale de Beethoven, 39-45-En sol Canadien, Animé par Claude Legault et L'émission de variété À tour de rôles.
En 2010, Éric Morin décide de retourner vivre à sa place natale. Il s'installe avec sa famille au bord du lac Dufault, à Rouyn-Noranda Nord et fait ce dont il rêve depuis qu’il est tout jeune ; écrire le scénario d’un film de fiction qu’il a en tête depuis presque 20 ans.
Le 30 septembre 2013, Éric Morin, un ancien batteur de groupe rock reconverti au cinéma, lance au 21e Festival du film de Hambourg, en Allemagne, son tout premier long métrage de fiction, Chasse au Godard d'Abbittibbi.
En 2023, Éric Morin fait partie d'une délégation de l'Abitibi-Témiscamingue pour participer au festival Vues du Québec à Florac, en France.

## Filmographie
Après la réalisation de quelques courts métrages « financés avec [sa] carte de crédit » – dont Opasatica, Éric Morin s’est lancé dans l’écriture et la réalisation de son premier long métrage. Un film qui a été produit de manière indépendante, avec un budget de moins d’un million de dollars.
Éric Morin s’investit dans l’écriture de son prochain long métrage, pour lequel il a reçu une bourse en scénarisation de la SODEC, en 2013. Il y sera question de la vision du retour aux sources d’un exilé, 10 ans après avoir quitté sa région natale. Le deuxième film de son « cycle abitibien ».

### Co-réalisateur
- 2017 : Tu m'aimes tu // Fred Fortin (Desjardins)[2]

### Réalisateur
- 2004 : Bandeàpart.fm[5]
- 2005 : Mange ta ville[2]
- 2005 : Silence, on court ! (Réal. -concept.)[2]
- 2008 : Bazzo. TV (Réal. -concept. saison 2)[2]
- 2009 : La Liste - ARTV[2]
- 2009 : Les Moquettes coquettes (Télé-Québec)[2]
- 2009 : Mutantès : Dans la tête de Pierre Lapointe[2]
- 2010 : Opasatica (court métrage)[2]
- 2011 : Ils dansent[2]
- 2013 : Chasse au Godard d'Abbittibbi[6]
- 2019 : Nous sommes Gold[7]

## Multimédia
Dans le domaine du multimédia, il est pigiste pour la compagnie Moment Factory, où il explore la création d'environnements immersifs. Il a réalisé des projets ou la technologie s'intègre à la nature, pour les zoos de St-Félicien, Toronto et Singapour. Il collabore présentement avec le Cirque du Soleil.

## Récompenses
2009 et 2010 : Prix Gémeaux de la meilleure réalisation pour un magazine culturel grâce à son succès de Mange ta ville à ARTV.
2006 à 2009 : 4 prix Gémeaux meilleur magazine culturel .